# Helmut Bergmann
Helmut Bergmann (26 de maio de 1920 - 6 de agosto de 1944) foi um oficial alemão da Luftwaffe que serviu durante a Segunda Guerra Mundial. Foi condecorado com a Cruz de Cavaleiro da Cruz de Ferro.

## Condecorações
- Cruz Germânica em Ouro - 17 de outubro de 1943

- Cruz de Cavaleiro da Cruz de Ferro - 9 de junho de 1944